# Xanxerê
Xanxerê là một đô thị thuộc bang Santa Catarina, Brasil. Đô thị này có diện tích 381,41 km², dân số năm 2007 là 40228 người, mật độ 73 người/km².